# Liste der Biografien/Seir
Liste der Biografien |
Portal Biografien |
Personensuche
# |
A |
B |
C |
D |
E |
F |
G |
H |
I |
J |
K |
L |
M |
N |
O |
P |
Q |
R |
S |
T |
U |
V |
W |
X |
Y |
Z |
?
 
Sa |
Sb |
Sc |
Sd |
Se |
Sf |
Sg |
Sh |
Si |
Sj |
Sk |
Sl |
Sm |
Sn |
So |
Sp |
Sq |
Sr |
Ss |
St |
Su |
Sv |
Sw |
Sy |
Sz
 
Sea |
Seb |
Sec |
Sed |
See |
Sef |
Seg |
Seh |
Sei |
Sej |
Sek |
Sel |
Sem |
Sen |
Seo |
Sep |
Seq |
Ser |
Ses |
Set |
Seu |
Sev |
Sew |
Sex |
Sey |
Sez
 
Seib |
Seic |
Seid |
Seie |
Seif |
Seig |
Seij |
Seik |
Seil |
Seim |
Sein |
Seip |
Seir |
Seis |
Seit |
Seiu |
Seiv |
Seiw |
Seix |
Seiz
Die Liste der Biografien führt alle Personen auf, die in der deutschsprachigen Wikipedia einen Artikel haben. Dieses ist eine Teilliste mit 9 Einträgen von Personen, deren Namen mit den Buchstaben „Seir“ beginnt.

## Seir

### Seira
- Seiradakis, John Hugh (1948–2020), griechischer Astronom und Hochschullehrer
- Seirai, Yūichi (* 1958), japanischer Schriftsteller
- Seirawan, Yasser (* 1960), US-amerikanischer SchachmeisterYasser Seirawan (* 1960)

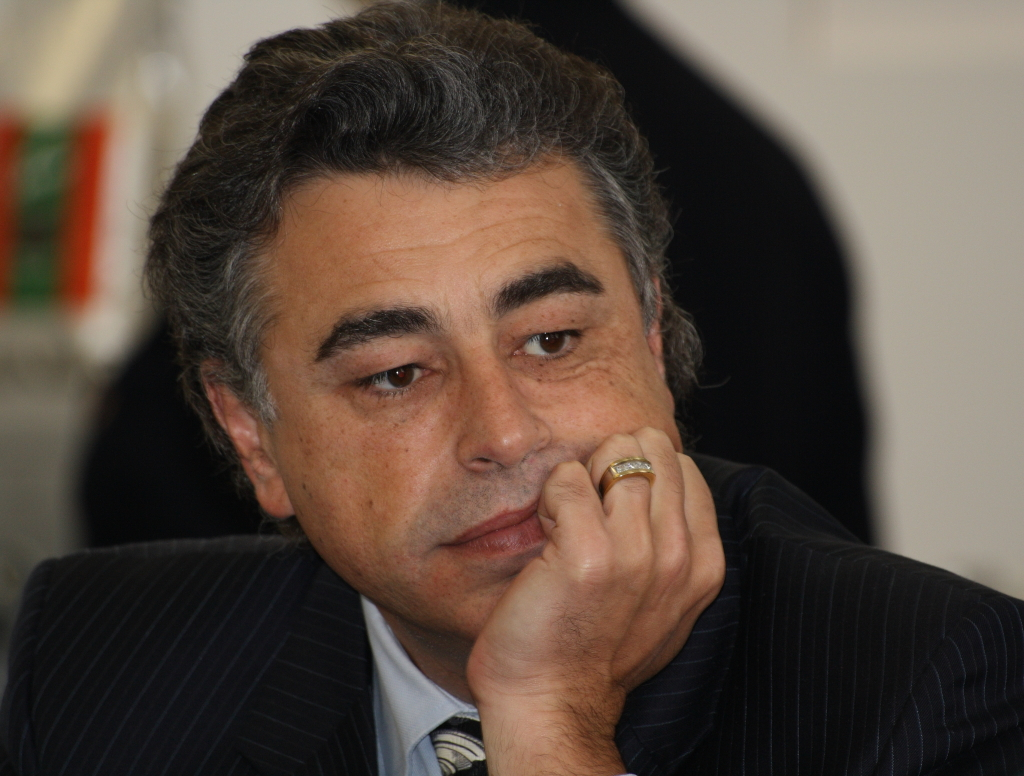
Yasser Seirawan (* 1960)

### Seiri
- Seiring, Georg (1883–1972), deutscher Hygieniker
- Seiringer, Karl (1897–1963), österreichischer Landwirt und Politiker (ÖVP), Abgeordneter zum Nationalrat
- Seiringer, Robert (* 1976), österreichischer mathematischer Physiker

### Seiro
- Seiro, Elli (* 2005), finnische Fußballspielerin

### Seirt
- Seirton, Michael, britischer Artdirector und Szenenbildner

### Seiru
- Seirutti, Ricardo Orlando (* 1956), argentinischer Geistlicher und römisch-katholischer Weihbischof in Córdoba